# Haida Gwaii

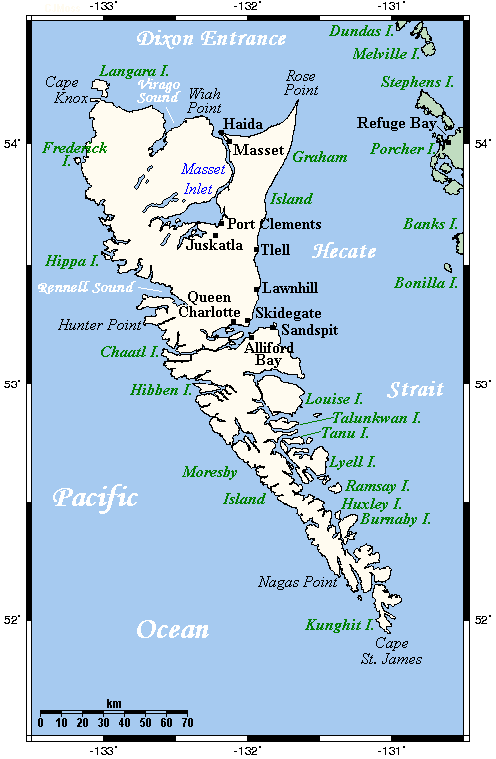
Mapa do arquipélago Haida Gwaii

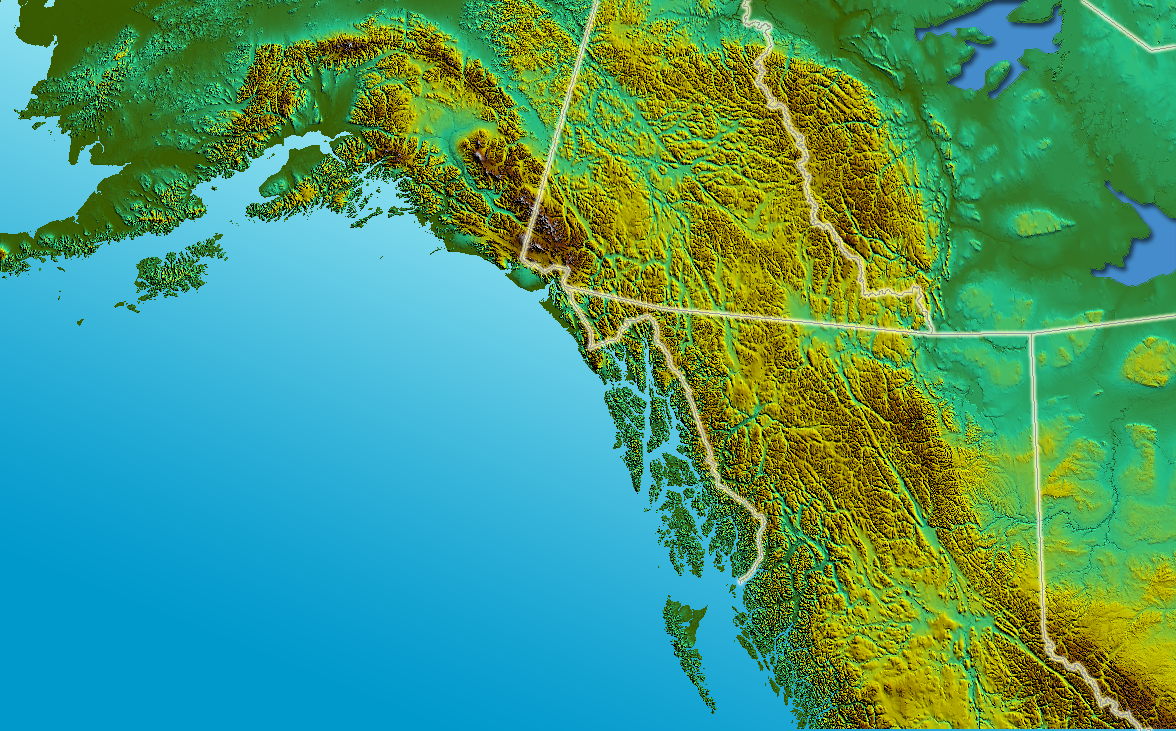
Haida Gwaii embaixo e no centro

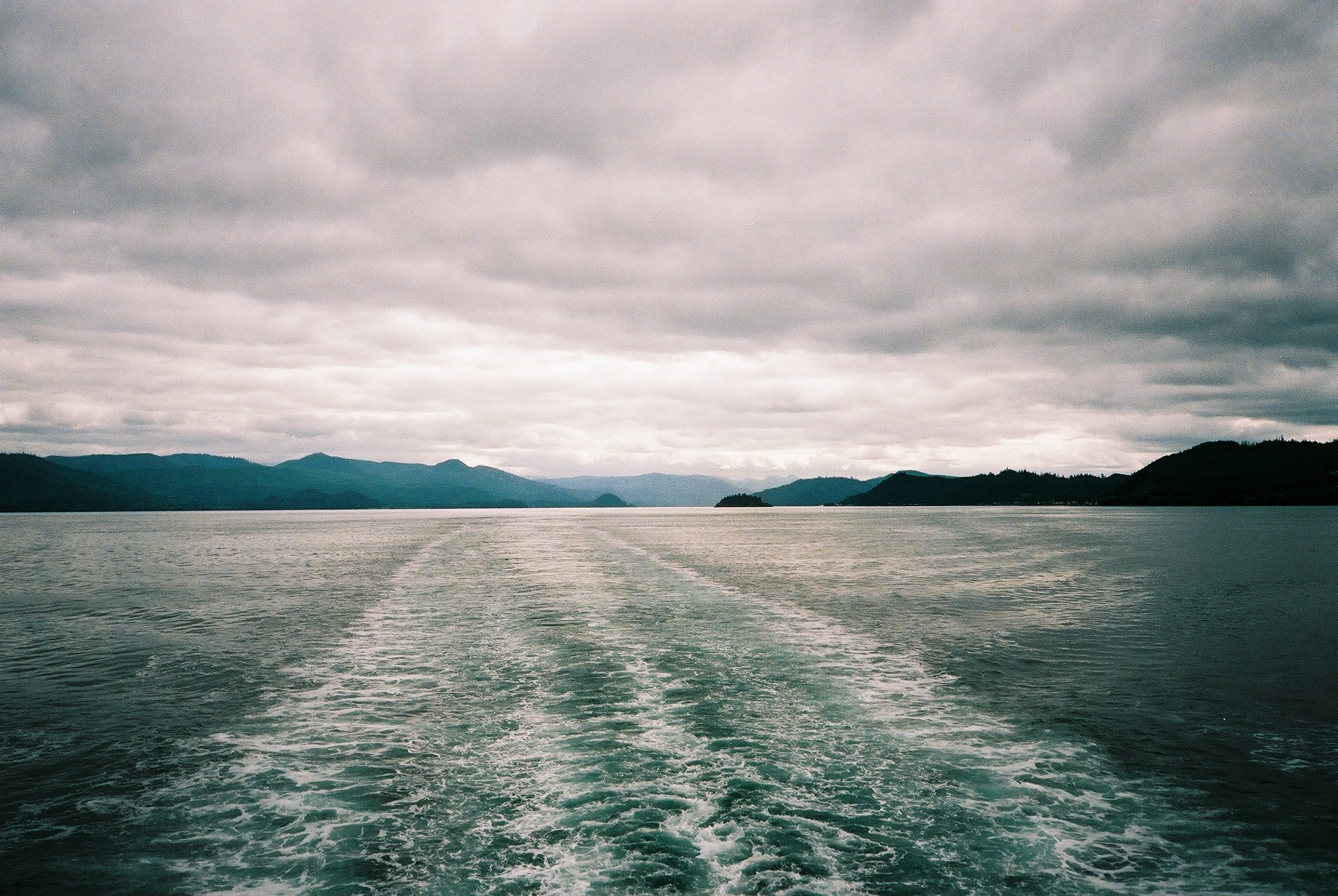
Paisagem de Haida Gwaii

O arquipélago Haida Gwaii, antigamente Ilhas da Rainha Carlota  (A língua haida: Haida Gwaii (que significa « ilhas dos homens ») e em inglês:  Queen Charlotte Islands) são um arquipélago ao largo da Colúmbia Britânica. Há duas ilhas principais, separadas por um estreito canal: a ilha Graham a norte e a ilha Moresby a sul, além de cerca de 150 pequenas ilhas para uma área total de 10 180 km². O arquipélago está separado do continente a este pelo estreito de Hecate. A ilha Vancouver fica a sul, separada pelo canal denominado Queen Charlotte Sound, e as ilhas costeiras do sul do Alasca a norte, separadas pela entrada Dixon (Dixon Entrance).
Uma parte das ilhas onde habita o povo Haida está protegida por leis federais do Canadá e a lei define Haida como reserva nacional. Nas ilhas há uma importante vida selvagem.

## Colonização
O arquipélago foi visitado em 1774 pelo espanhol Juan Pérez (a ilha Langara) e em 1778 pelo  capitão James Cook. Em 1787, as ilhas foram visitadas pelo capitão George Dixon. Receberam o seu nome (dado por Dixon) a partir do nome de um dos seus navios, o Queen Charlotte, que levava o nome da Rainha Carlota de Mecklenburgo-Strelitz, casada com o rei Jorge III do Reino Unido.

## Época recente
O nome Haida Gwaii foi recentemente introduzido como alternativa ao nome colonial, para reconhecer a história da nação Haida. Haida Gwaii significa « nossa terra », enquanto que Haida significa « nós » mas também « povo » ou « homens ».
Em 11 de dezembro de 2009, o governo da Colúmbia Britânica anunciou que legislação seria introduzida em meados de 2010 para oficialmente mudar o nome de Queen Charlotte Islands para Haida Gwaii. A legislação recebeu o parecer favorável Real em 3 de junho de 2010, formalizando a mudança de nome.  Esta mudança de nome foi oficialmente reconhecida por todos os níveis governamentais do Canadá, incluindo bases de dados nome internacional.